# Encyclia ambigua
Encyclia ambigua es una especie de plantas de la familiaOrchidaceae. 

## Descripción
Es una orquídea de tamaño medio que prefiere el clima cálido, de hábito epifita con  alargados pseudobulbos ovales que llevan hojas gruesas y rígidas, erectas. Florece desde la primavera a principios del verano en una inflorescencia de 80 cm de largo, con varias flores muy perfumadas.

## Distribución  y hábitat
Se encuentra en Chiapas de México y Guatemala como una epífita en elevaciones de 950 a 1875 metros y es similar en hábito a Encyclia alata. Tiene pseudobulbos agrupados ovoides-cónicos que llevan 2-3 hojas apicales, linear-liguladas, agudas, estrechándose gradualmente abajo en las hojas de base envolventes. Florecen en la primavera y el verano en una inflorescencia terminal en forma de racimo, de 105 cm con muchas flores que surge de un pseudobulbo maduro. Tiene flores ligeramente fragantes, similar a la cera de abejas y miel. Esta especie se confunde con Encyclia trachychila que se encuentra en Guatemala, El Salvador, Nicaragua y Honduras, que tiene sépalos y pétalos de color marrón, pétalos obovadas-espatuladas, un labio de color amarillo oscuro con un lóbulo medio que lleva muchas prominentes verrugas,  y columnas con aurículas subcuadrada, E ambigua tiene flores crema pálido verdoso con los pétalos angostamente oblanceolado-spatulados, algunas líneas rotas de puntos púrpura-rosa en los lóbulos del labio, el lóbulo medio del labio con algunas vetas ligeramente elevadas que muestran muy pocos o ninguna verruga y tiene un callo proporcionalmente más largo y aurículas de la columna oblicuamente triangulares.

## Taxonomía
Encyclia ambigua fue descrita por (Lindl.) Schltr. y publicado en Die Orchideen 208. 1914.
Etimología
Ver: Encyclia
ambigua epíteto latino que significa "dudosa".
Sinonimia
- Encyclia trachychila (Lindl.) Schltr.
- Epidendrum alatum Lindl.
- Epidendrum ambiguum Lindl.
- Epidendrum trachychilum Lindl.[4][5]